# Rika Takayama
Rika Takayama (japanisch 高山 莉加 Takayama Rika; * 27. August 1994) ist eine japanische Judoka. Sie war Asienmeisterin 2024 und Zweite der Asienspiele 2023.

## Sportliche Karriere
Rika Takayama kämpft seit 2012 in der Gewichtsklasse bis 78 Kilogramm, dem Halbschwergewicht. 2013 wurde sie U21-Asienmeisterin.
Im April 2016 wurde Takayama Zweite der Asienmeisterschaften, wobei sie im Finale gegen die Chinesin Zhang Zhehui verlor. Im selben Jahr gewann Takayama das Grand-Slam-Turnier in Tjumen. Zwei Jahre später siegte sie im März 2018 beim Grand Slam in Jekaterinburg. Im April gewann Takayama ihren ersten japanischen Meistertitel.
Nach einem weniger erfolgreichen Jahr 2019 und der Wettkampfpause 2020 wegen der COVID-19-Pandemie erkämpfte Takayama 2021 ihren zweiten japanischen Meistertitel. Beim Grand Slam in Paris erreichte sie im Oktober 2021 das Finale und verlor dann gegen die Russin Alexandra Babinzewa. 2022 verlor Takayama das Finale der japanischen Meisterschaften gegen Shori Hamada. Im Dezember 2022 siegte sie beim Grand Slam in Tokio und besiegte dabei im Finale Shori Hamada.
2023 gewann Takayama das Grand-Slam-Turnier in Taschkent, einen Monat später wurde sie einmal mehr japanische Meisterin. Bei den erst 2023 ausgetragenen Asienspielen in Hangzhou verlor Takayama im Finale gegen die Chinesin Ma Zhenzhao. 2024 wiederholte sie ihren Sieg beim Grand Slam in Taschkent und gewann damit ihr fünftes Grand-Slam-Turnier. Im April 2024 wurde sie Asienmeisterin mit einem Sieg über die Südkoreanerin Yoon Hyun-ji. Bei den Olympischen Spielen in Paris unterlag sie im Viertelfinale der Deutschen Anna Maria Wagner und verlor den Kampf um Bronze gegen die Portugiesin Patrícia Sampaio. In der Mannschaftswertung erkämpfte das japanische Mixed-Team die Silbermedaille hinter der französischen Mannschaft.